# Martin Ševc
Martin Ševc (* 23. September 1981 in Kladno, Tschechoslowakei) ist ein ehemaliger tschechischer Eishockeyspieler, der seit 2022 beim BK Mladá Boleslav in der tschechischen Extraliga als Sportmanager unter Vertrag steht.

## Karriere
Martin Ševc begann seine Karriere als Eishockeyspieler in der Jugend des HC Kladno, für dessen Profimannschaft er in der Saison 2001/02 sein Debüt in der tschechischen Extraliga gab, wobei er in sechs Spielen punkt- und straflos blieb. In Kladno stand der Verteidiger bis 2008 unter Vertrag, wobei er parallel immer wieder für andere Vereine spielte, so dass der Linksschütze von 2001 bis 2003 ebenfalls für den HC Slovan Ústí nad Labem in der 1. Liga auflief. Mit deren Ligarivalen HC Berounští Medvědi wurde er 2004 zudem Vizemeister der 1. Liga. 
Die Saison 2005/06 beendete Ševc bei Färjestad BK in der schwedischen Elitserien, mit dem er Schwedischer Meister wurde. Die folgende Spielzeit bestritt der Tscheche in der Schweiz, wo er für den EHC Basel in der Relegationsrunde der Nationalliga A auflief. Im Sommer 2008 wurde Ševc von seinem Ex-Club Färjestad BK verpflichtet, bei dem er erstmals eine gesamte Spielzeit im Ausland verbrachte. Mit seiner Mannschaft gelang ihm nach 2006 zum zweiten Mal der Gewinn der schwedischen Meisterschaft. Für die Saison 2009/10 hatte Färjestad den Tschechen an den HK Dinamo Minsk aus der Kontinentalen Hockey-Liga ausgeliehen. In der Saison 2010/11 spielte er wieder für Färjestad BK und gewann mit dem Verein erneut die schwedische Meisterschaft. Bis zum Ende der Saison 2011/12 blieb er bei Färjestad, ehe er zunächst in seine Heimat zurückkehrte und zehn Spiele für den HC Plzeň in der Extraliga absolvierte, ehe er im Oktober 2012 vom Skellefteå AIK verpflichtet wurde. Mit Skellefteå gewann er am Ende der Saison 2012/13 die schwedische Meisterschaft. 
Anschließend wurde er im Mai 2013 vom HC Lev Prag aus der KHL unter Vertrag genommen, mit dem er 2014 das Play-off-Finale erreichte. Nach dem Rückzug von Lev Prag aus der KHL kehrte Ševc im Sommer 2014 zu Skellefteå zurück und gewann mit der Mannschaft in der Saison 2014/15 die Vizemeisterschaft in der Svenska Hockeyligan. Im Juni 2015 kehrte der Defensivspieler erneut nach Tschechien zurück und schloss sich Bílí Tygři Liberec aus der Extraliga an. In der Saison 2017/2018 war Ševc der Kapitän der Mannschaft. Nach vier Spielzeiten wechselt er im Mai 2019 zum BK Mladá Boleslav. 2022 beendete er seine Profikarriere als Spieler und wurde Sportmanager beim gleichen Verein.

## Erfolge und Auszeichnungen
- 2004 Vizemeister der 1. Liga (Tschechien) mit HC Berounští Medvědi
- 2006 Schwedischer Meister mit Färjestad BK
- 2009 Schwedischer Meister mit Färjestad BK
- 2011 Schwedischer Meister mit Färjestad BK
- 2013 Schwedischer Meister mit Skellefteå AIK
- 2015 Tschechischer Meister mit Bílí Tygři Liberec

## Statistik
(Stand: Ende der Saison 2010/11)